# 法と文学
法と文学 (英: Law and Literature) とは、法学と文学とを関連付ける学際的な研究領域である。この研究領域は、法理学の沿革において、2つの主要な問題に由来するものである。第1は、法それ自体において、価値や意味の源泉に成り得るのか、又は、法に価値と意味を与えるためには、文化的・社会的な文脈と関連付けられる必要があるのではないかという問題である。第2は、文章というものが文学的表現であれ、法的表現であれ、その意味が一定不変ではないことに関する問題である。

## 概要
この問題に関心のある研究者は、次のような2つの観点から、問題対象に迫ろうとしている。第1は、「文学における法（Law in Literature）」という観点であり、これは、名著とされる文学作品の中から法的な論点の存在を明らかにすることである。第2は、「文学としての法（Law as Literature）」であり、これは、文学の解釈・分析・批評の方法論を参考にして、法的文章の理解を試みるものである。
この研究領域は、法学に関する教育手法、法理学研究、法解釈論に関する潜在的な可能性を秘めているものとして、注目されている。現実世界において人間の行動を規制する法的枠組みに関して、文学作品を介することで人間の状況を理解する独自の視点を得る文学的素養が結びつくことは、民主主義的な司法制度に対し、正当で道徳的な社会を提供するという新しく劇的な契機を与えるものとされている。人間の在り方を表現する文章の役割を理解することは、法的な修辞法に関する議論においては、実用的で不可欠なものとされている。
「法と文学」の研究は、良い文章の執筆法を法的文章にも適用することで、解釈論や法的決定が、より効果的なものになると考えている。法的文章における表現が明確であることは、市民・法曹・政治家・法学者にとって、民主主義を理想的に機能させる権限を拡充するものと成り得る。自己実現・自己統治という観点において、法的文章表現の明確化により、専制と弾圧の回避は、容易になる。すなわち、この研究は、人間性に動揺を及ぼすことがあり得る司法制度に希望を与えるものと考えられている。

## 沿革
この学際的研究を最も早い時期に構想したのは、ジョン・ヘンリー・ウィグモアとベンジャミン・カードーゾと言われている。彼らは、20世紀の前半に小説家と詩人による修辞法を法曹も見習うべきであることを説いている。しかし、多くの研究者は、ジェイムズ・ボイド・ホワイトを「法と文学」研究の嚆矢とする。ホワイトは、「法と文学」に関する専門的な研究と優れた著作により、この学際的研究領域を急速に拡充していった。特に、彼の著作として最も有名な「法的想像力（The Legal Imagination）」は、「法と文学」研究が本格的に開始される契機を作ったとされる。この本は、1973年に出版された。その内容は、法的文章に対する文学的な分析及び文学的文章に対する法的観点の関係性を広範で多様な文献を用いて、その類似性を明らかにしようとするものである。
このように「法と文学」研究は、1970年代より注意を引き始め、1980年代までにアメリカの法学研究において相当な地位を得た。例えば、リチャード・ワイズバーグやロバート・ワイズバーグのような「法と文学」研究の支持者は、特に、法的紛争を取り扱う物語が法曹にも法の本質に関する洞察力を提供すると考えている。この洞察力は、伝統的な法的修辞法の研究においては、見落とされてきたものだと彼らは考えている。
この学際的研究は、当初、「文学における法」の領域に多くが集中していた。しかし、1970年代後半からは、「文学としての法」の領域が着目され始め、次第に注目を浴びるようになった。これは、文芸批評の手法を法的文章の解釈にも適用することで法学研究を拡充しようとするものである。文学作品と同様に法的文章の意味は、解釈を通して発見されることから、ホワイトやロナルド・ドゥウォーキンのような研究者は、「文学としての法」という観点を重要視した。このように法学研究者が法的意思決定の過程において、文学的文章と法的文章の相互関係を研究し始めたことにより、この「法と文学」研究は、大きな議論を引き起こしている。

## 文学における法
「文学における法」という観点は、どのように文学において法的状況が表現されているかに関心を寄せるものである。通常、そこにおいては、作家が思い描くことのできた法に反映される独自の観点に高い価値が置かれる。すなわち、作家は、法曹に対して、人間の在り方を教えるための教訓を表現しており、法は、そのような教訓が反映されたものと考えられている。このような研究においては、フランツ・カフカ、アルベール・カミュ、ハーマン・メルヴィル、フョードル・ドストエフスキー、チャールズ・ディケンズの作品が多く引用される傾向にある。すなわち、これらの作家における作品を根拠にして、文学で示される虚構の状況は、裁判を目の前にした個人の政治的で社会的な状況を反映したものであると主張される。例えば、ロバート・ワイズバーグは、「文学における法」という観点が豊かな可能性を提供すると考えている。彼は、幾つかの文学作品が読者に対して法的状況を指示することができないとしても、多くの名著が人間の在り方を指し示していることを主張している。
「法と文学」研究の代表的支持者であるリチャード・ワイズバーグは、ジェイムズ・ボイド・ホワイトに倣い、法的話題を議論する手段として、文学を用いることに固有の価値を見出している。しかし、ホワイトが批評的な能力を鍛えるという意味で文学に価値を置くのと異なり、リチャード・ワイズバーグは、文学が個人と他者とを結び付ける社会的・政治的誘因となり、特に法を扱う文学作品において、そのような傾向が顕著である意味で文学に価値を置いている。すなわち、リチャード・ワイズバーグにとって、そのような文学作品は、人間の在り方に関する正当な結論を示しているとされる。
このようにリチャード・ワイズバーグの関心は、文学を利用することで修辞的な表現力を鍛えることに力点を置くホワイトの見解とは異なる。リチャード・ワイズバーグは、むしろ、社会制度と法的規範を批判する手段として文学を用いようとする。彼にとって、それが文学作品の主要な目的であり、修辞的表現法を学ぶということは、ホワイトほど重要視されない。

## 文学としての法
「文学としての法」を研究する者は、文学研究者が用いる批評的手法にも価値を置いている。一般的に「法と文学」研究の支持者は、文芸批評と分析手法が法的文章にも適用可能であると考えている。ホワイトは、「文学における法」の重要性を指摘する一方で、「文学としての法」という視点は、法学と文学という一見すると異種の専門性を統合化し、相互の関係性を構築するという意味で継続的に取り組むべき課題であると考えている。
ロナルド・ドゥウォーキンも、法的理解を改善するために文学研究の成果を利用することを支持している。彼の「解釈としての法」に関する論文では、「法的解釈論を他の学問領域における解釈論の知見と比較することは、私たちの法に対する理解を向上させ得るものである」と述べられている。そのように彼は文学作品に関する解釈論が私達の文化的な環境を向上させ、それにより、より良い法の理解と解釈に至るものと考えている。

## 「法と文学」研究に対する批判
リチャード・ポズナーは、「法と経済学」研究において、重要な役割を果たしている。彼は、その著書「法と文学」において、「法と文学」研究に対し、徹底した批判を展開している。この著書は、ポズナーの経済分析的な視点に対する批判を展開したロビン・ウェストの著作に対する反論の書として、みなされている。ポズナーは、文学作品自体に高い価値を認める一方で、ホワイト、ワイズバーグ、ウェストに対する批判として、文芸批評は、法的解釈論にとって重要ではないと主張する。
ポズナーは、法学上の議論において、文芸批評的な手法を利用するべきではなく、ウェストのような文芸批評的な法解釈論を珍奇なものであると批評している。ポズナーは、文学作品が作家の意図を超えたところで文脈に応じて語義を変化させることから、法的解釈論には有用ではないと考えている。彼は、「文学における法」を補助的な研究領域であると位置付けながら、小説の主要な内容が常に人間と法の在り方に関連しているわけではないことを指摘している。
このような観点から、ポズナーは、文学に関して、それが文学的であること以上の価値を認めない。このようなポズナーの主張は、リチャード・ワイズバーグの見解とも対峙するものである。ポズナーは、法学研究における文学の重要性は、個々人の文学的素養を高めるという個人的な価値としての補助的な意味にしか捉えていない。すなわち、ポズナーは、時代を批判する精神の発露として、文学作品に社会的価値があるものとは考えていない。したがって、文芸批評に法理学と法を改革する価値というものをポズナーは認めない。
リチャード・デルガードとジーン・ステファンシックは、アメリカ史上、重要で有名な法的事件の分析において、ホワイトに反対し、ポズナーを支持していた。その分析によれば、法的な判決理由の形成において、同時代的な文学作品の影響力は、非常に限定されたものであると指摘されている。すなわち、デルガードとステファンシックによれば、裁判官の道徳的な見解は、文学によるというよりも、むしろ規範的な意味で社会的・政治的視点において決定される。